# Caixa econômica mútua

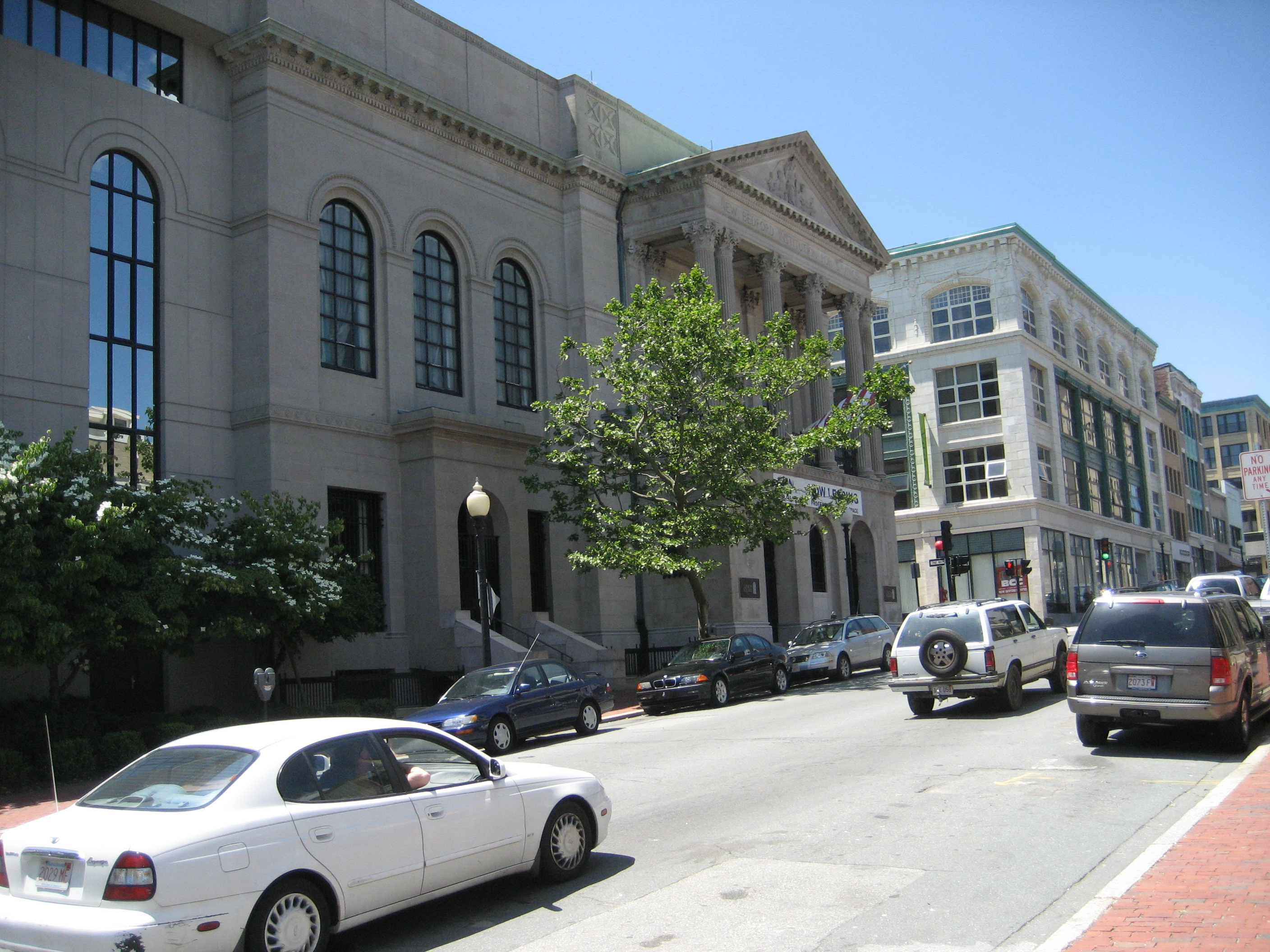
Bancos de poupança mútuos são comuns na Nova Inglaterra. O New Bedford Institution For Savings foi fundado em 1825 e convertido de mútuo para estoque em 1987

Uma caixa econômica mútua é uma instituição financeira licenciada por um governo central ou regional, sem capital social, de propriedade de seus membros que subscrevem um fundo comum. Deste fundo são pagos sinistros, empréstimos, etc. Os lucros após as deduções são compartilhados entre os membros. A instituição destina-se a fornecer um local seguro para os membros individuais economizarem e investirem essas economias em hipotecas, empréstimos, ações, títulos e outros seguros e compartilharem quaisquer lucros ou perdas resultantes.

## História
A instituição mais frequentemente identificada como o primeiro banco de poupança moderno foi a "Sociedade de Poupança e Amigos" organizada em 1810 pelo Rev. Henry Duncan da Igreja Presbiteriana Ruthwell em Dumfriesshire, Escócia. Duncan estabeleceu uma sociedade amigável para criar uma instituição depositária cooperativa, a fim de permitir que seus paroquianos mais pobres mantivessem contas de poupança acumulando juros para doenças e velhice. Outro precursor dos bancos de poupança modernos foram as ideias de Friedrich Wilhelm Raiffeisen que deu origem às cooperativas de crédito rural e aos bancos cooperativos. As organizações voluntárias europeias e as "sociedades amigas" serviram de inspiração para suas contrapartes estatais americanas.
Esses primeiros bancos de poupança foram concebidos como empreendimentos filantrópicos, projetados para elevar os pobres e as classes trabalhadoras. Os bancos foram iniciados por filantropos que assumiram os cargos de curadores, gerentes e diretores de bancos de poupança 
como oportunidades para ensinar à classe trabalhadora as virtudes da economia e da autoconfiança, permitindo-lhes a segurança de economizar seu dinheiro. O primeiro banco de poupança mútuo incorporado nos Estados Unidos foi o Provident Institution for Savings em Boston. Seu estatuto de 1816 foi a primeira legislação governamental no mundo a salvaguardar os bancos de poupança. Em 2015, o banco mútuo mais antigo (e maior) dos EUA era o Eastern Bank de Boston, com aproximadamente dez bilhões de dólares em ativos. Foi fundado em 1818 em Salem, Massachusetts, como o Salem Savings Bank. Em 2020, o Eastern Bank desmutualizou e listou suas ações na Bolsa de Valores de Nova Iorque.
Desde a década de 1970, quando o setor foi desregulamentado, milhares de caixas de poupança mútuas foram convertidas em empresas de propriedade de ações, levantando mais de quarenta bilhões. Em 2010, restavam apenas cerca de 600. Essas conversões muitas vezes resultaram em grandes recompensas financeiras para os principais executivos do banco. Os bancos de poupança mútuos atuais incluem o Dollar Bank, Ridgewood Savings Bank, Middlesex Savings Bank, Liberty Bank e Marquette Savings Bank.